# Bagatello
Bagatello war eine Comedy- und A-cappella-Formation aus Bern.

## Bandgeschichte
Gegründet wurde die Formation im Juni 1993, nachdem sich die Gruppe anlässlich eines Theaterstückes des Lehrerseminars Hofwil gefunden hatte. Gründungsmitglieder waren Martin Witschi, Patrick Moser, Michael Grossenbacher, Christian Feuz und Simon Joss. Als erster Berater und Manager fungierte Charly Tschannen.
Das erste Programm Forelle (1995–1996) basierte auf der schubertschen Forelle und beinhaltete unter anderem gregorianische Stücke und Elvis-Klassiker. Schon damals entstanden bereits Stücke, welche noch in der späteren Bandgeschichte beliebt blieben und gerne als Zugaben gesungen wurden, wie beispielsweise Le lion est mort ce soir und Wild Thing.
Im Oktober 1996 wurde in der Dampfzentrale Bern das neue Programm Warp 8,6 uraufgeführt. Zum ersten Mal wurden in das Programm auch Comedy- und Schauspieleinlagen eingebaut. Die Idee, Songs nicht nur zu singen, sondern zu (er-)leben, wurde beibehalten und trug beträchtlich zum Erfolg von Bagatello bei. Mit einem Abschlusskonzert im Gaskessel Bern schloss die Gruppe das Programm 1998 ab und trat zum letzten Mal in dieser Formation auf.
Ende 1999 präsentierte Bagatello den Fans in der Kunsthalle Bern die Premiere der MIXtour. Neu kamen Simon Fankhauser und Adrian Küpfer als Ersatz für Simon Joss und Christian Feuz zu Bagatello hinzu. Im Laufe der MIXtour machte sich Bagatello mehr und mehr einen Namen in der Berner Musikszene und entwickelte sich zum Geheimtipp in Sachen Comedy und A-cappella-Gesang. Erste Auftritte bei regionalen TV-Sendern und bei SF DRS machten Bagatello populärer.
Im Juni 2002 starteten Bagatello ihr viertes Programm M.R.B. – Männerriege Bagatello. Dieses Programm entstand erstmals unter professioneller Hilfe in Sachen Regie, Gesang und Arrangements. M.R.B. kann als Beginn des Erfolgs der Band gewertet werden, mit Publikumsrekorden bei zwei Auftritten an der expo.02, drei Freiluftauftritte und dem Gewinn des kleinen Prix Walo 2002. In 20 Monaten besangen Bagatello etwa 100.000 Besucher bei ihren Live-Konzerten in der Schweiz. Zusammen mit den TV-Auftritten bei SF DRS und fast allen regionalen Fernseh-Sendern erreichten Bagatello etwa einer Million Menschen in der Schweiz. Anfang 2004 folgte die große Schweizer Tournee in Das Zelt mit Start in Basel, was gleichzeitig die Dernière von M.R.B. bildete. M.R.B. war das erste Programm von Bagatello, welches aufgezeichnet und anschließend auf DVD herausgebracht wurde. Im Anschluss bestritten Bagatello mit dem Programm M.R.B. für Fortgeschrittene diverse Auftritte in der ganzen Schweiz.
Ab August 2005 waren Bagatello mit ihrem neuen Programm UNBEDINGT unterwegs. An rund 80 Auftritten auf dieser Tour konnten Bagatello bis 2007 knapp 60.000 Besucher zählen.
Im Juni 2007 startete das neue Programm Jukebox (You say what we play), mit welchem Bagatello bis 2009 in der gesamten Schweiz Konzerte bestritten. Jukebox war in seiner Form insofern einzigartig, da das Publikum den Ablauf des Abends ständig selber bestimmen konnte. Gleichzeitig sei Jukebox kein Improvisationstheater, sondern eine streng einstudierte Show. Die ständige Interaktion zwischen Publikum und Künstlern bezeichneten Bagatello auch in diesem Programm als das Markenzeichen der Band. Mit Jukebox konnte Bagatello den Rekord brechen, nach dem noch keine Band oder Formation im traditionellsten Kulturlokal in Bern, dem Bierhübeli, mehr ausverkaufte Shows feiern konnte, was Bagatello nebst internationalen Topacts wie Söhne Mannheims, Maceo Parker, Bad Religion oder Gary Moore ihren festen Platz in der Geschichte des Bierhübeli in Bern bescherte.
Am 6. Dezember 2007 erschien mit  Black Album die dritte DVD von Bagatello. Sie bietet einen Blick hinter die Kulissen der a cappella-Showgruppe und ist gleichzeitig ein Blick zurück auf 14 Jahre Bandgeschichte. Das Bildmaterial stammt von der gesamten UNBEDINGT-Tour (2005 bis 2007), während dieser sich die fünf Sänger selbst in den Garderoben, bei den Proben oder im Tourbus filmten.
Nach dem kleinen Prix Walo im Jahr 2002 erhielten Bagatello am 20. April 2008 nach 15 Jahren Bühnenarbeit den Prix Walo in der Sparte Kabarett/Comedy. Zur Fußball-Europameisterschaft im gleich Jahr in Österreich und der Schweiz veröffentlichten Bagatello dann das Lied Zäme. Kurz darauf erschien die DVD zum Programm Jukebox (You say what we play), zusätzlich wurde das ganze Programm auch auf CD veröffentlicht.
Nach Abschluss der Jukebox-Tour im Frühjahr 2009, während dessen die Band ihr tausendstes Konzert bestritt, und einer Abschlussgala im Das Zelt am 27. Dezember des Jahres trennten sich Bagatello mit der Begründung, man sei ausgebrannt, wolle jetzt eine Pause einlegen und dann andere Wege im Showbusiness gehen (Grosi: „Uns sind schlicht und einfach die Ideen ausgegangen. [...] Wir sind einfach Bagatello-müde. Jeder von uns möchte auch mal wieder nichts tun und nichts denken.“).

## Trivia
Ihren Stil bezeichneten Bagatello als Storycal. Dieser Begriff sei vom Musical hergeleitet. Während beim Musical eine Story mit Hilfe von Musik erzählt werde, werde beim Storycal ein Song mit einer eigenständigen Geschichte präsentiert.